# Walter Peterhans

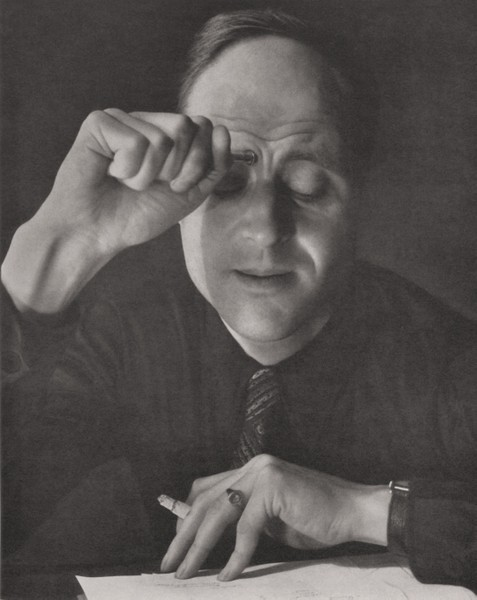
Walter Peterhans um 1936 auf einer Fotografie von Genja Jonas

Walter Peterhans (* 12. Juni 1897 in Frankfurt am Main; † 12. April 1960 in Stetten bei Stuttgart) war ein deutscher Fotograf.

## Leben
Bis 1921 studierte Peterhans an der TH München. Von 1921 bis 1923 studierte er Mathematik, Philosophie und Kunstgeschichte an der Universität Göttingen. Malerei und Fotografie studierte er 1925/26 an der Akademie der Graphischen Künste in Leipzig. Im Jahr 1926 legte Peterhans die Meisterprüfung als Fotograf in Weimar ab.
Ab 1927 besaß er sein eigenes fotografisches Atelier in Berlin. Er bearbeitete Aufträge für die Industrie und erteilte Privatunterricht. 1928 wurde er Mitglied in der Gesellschaft Deutscher Lichtbildner. Er nahm an der Ausstellung Pressa in Köln teil. 1929 erfolgte eine Einzelpräsentation auf der Werkbundausstellung Film und Foto.
In den Jahren von 1929 bis 1933 baute Peterhans die Werkstatt für Fotografie am Bauhaus in Dessau auf. Dort gehörten zu seinen Schülern und Schülerinnen unter anderem Ellen Auerbach, Hannes Neuner, Ricarda Schwerin, Grete Stern und Elsa Thiemann. Nach der Machtergreifung der Nationalsozialisten und der Schließung des Bauhauses wurde er Lehrer an der Berliner Fotoschule von Werner Graeff bis zu deren Auflösung im April 1934. Von 1935 bis 1937 war er Lehrer für Fotografie sowie Künstlerische Grundlehre an der Reimann-Schule in Berlin unter Hugo Häring. Schließlich emigrierte Peterhans 1938 in die USA.
Von 1939 bis 1960 hatte Peterhans eine Professur am Illinois Institute of Technology in Chicago inne. Er war verheiratet mit Brigitte Peterhans (1928–2021), einer deutsch-amerikanischen Architektin und Partnerin bei Skidmore, Owings and Merrill; sie war die Schwester des Bauingenieurs Jörg Schlaich.
Für die Walter Peterhans Sammlung hält das Museum Folkwang das Urheberrecht.